# Білоус Сергій Андрійович
Сергій Андрійович Білоус (нар. 18 червня 1999, Власівка, Кіровоградська область, Україна) — український футболіст, правий вінґер.

## Життєпис
Народився у смт Власівка Кіровоградської області. У ДЮФЛУ з 2013 по 2016 рік виступав за «Кремінь», «Кремінь-2» та Олімпійський фаховий коледж імені Івана Піддубного. Дорослу футбольну кар'єру розпочав 2016 року в складі «Дружби» (Очеретувате), яка виступала в чемпіонаті Полтавської області. Наступний календарний рік провів у складі юнацької команди кропивницької «Зірки» та «Глобиного», який виступав у чемпіонаті Полтавської області.
Під час зимової перерви сезону 2017/18 років перебрався до «Гірника-Спорту». У футболці клубу з Горішніх Плавнів дебютував 18 квітня 2018 року в переможному (1:0) домашнього поєдинку 28-го туру Першої ліги України проти «Сум». Сергій вийшов на поле на 87-й хвилині замість Романа Кунєва. У команді основним гравцем так і не став, провів 15 поєдинків у Першій лізі України та 1 поєдинок у кубку України.
Наприкінці лютого 2020 року вільним агентом перейшов до «Кременя». У футболці кременчуцького клубу дебютував 24 червня 2020 року в переможному (1:0) домашньому поєдинку 20-го туру Першої ліги України проти «Минаю». Білоус вийшов на поле на 66-й хвилині замість Олександра Кривенка. Єдиним голом за «Кремінь» відзначився 16 жовтня 2020 року на 30-й хвилині програного (1:2) виїзного поєдинку 7-го туру Першої ліги України проти одеського «Чорноморця». Сергій вийшов на поле в стартовому складі, а на 46-й хвилині його замінив Станіслав Сорокін. За два з половиною сезони в Першій лізі України зіграв 37 матчів (1 гол) та провів 2 поєдинки у кубки України. На початку грудня 2021 року залишив команду.
Наприкінці серпня 2022 року підсилив «Діназ». У футболці вишгородського клубу дебютував 27 серпня 2022 року в нічийному (1:1) домашньому поєдинку 1-го туру групи «А» Першої ліги України проти тернопільської «Ниви». Білоус вийшов на поле в стартовому складі та відіграв увесь матч. У сезоні 2022/23 років провів 18 поєдинків у Першій лізі України. З початку липня 2023 року перебуває без клубу.